# Уасабас (муниципалитет)
Уасабас (исп. Huásabas) — муниципалитет в Мексике, штат Сонора, с административным центром в одноимённом посёлке. Численность населения, по данным переписи 2020 года, составила 888 человек.

## Общие сведения
Название Huásabas с языка индейцев опата можно перевести как — место заросшее сорной травой, либо — место, где в реке много мусора.
Площадь муниципалитета равна 821,7 км², что составляет 0,5 % от площади штата, а наиболее высоко расположенное поселение Эль-Насимьенто, находится на высоте 1059 метров.
Он граничит с другими муниципалитетами Соноры: на севере с Вилья-Идальго, на востоке с Уачинерой и Бакадеуачи, на юге с Гранадосом и Моктесумой, на западе с Кумпасом.

## Учреждение и состав
Муниципалитет был образован 12 апреля 1932 года, в его состав входят:
| Код INEGI                  | Населённый пункт                                                                  | Численность населения (2005 год) | Численность населения (2010 год) | Численность населения (2020 год) |
| -------------------------- | --------------------------------------------------------------------------------- | -------------------------------- | -------------------------------- | -------------------------------- |
| 032                        | Всего                                                                             | 865                              | 962                              | 888                              |
| 0001                       | Уасабас (исп. Huásabas) 29°54′15″ с. ш. 109°18′05″ з. д. (административный центр) | 836                              | 935                              | 865                              |
| 0109                       | Халиско (исп. Jalisco) 29°51′58″ с. ш. 109°18′45″ з. д.                           | 20                               | 21                               | 22                               |
| 0004                       | Буэна-Виста (исп. Buena Vista) 29°52′49″ с. ш. 109°18′07″ з. д.                   | 2                                | 2                                | 1                                |
| —                          | Прочие                                                                            | 7                                | 4                                | 0                                |
| Названия на карте Генштаба |                                                                                   |                                  |                                  |                                  |

## Экономическая деятельность
По статистическим данным 2000 года, работоспособное население занято по секторам экономики в следующих пропорциях:
- сельское хозяйство, скотоводство и рыбная ловля — 43 %;
- промышленность и строительство — 24 %;
- торговля, сферы услуг и туризма — 32,1 %;
- безработные — 0,9 %.

## Инфраструктура
По статистическим данным 2020 года, инфраструктура развита следующим образом:
- электрификация: 99,3 %;
- водоснабжение: 97 %;
- водоотведение: 99 %.